# Haft-Entlassenen-Auskunfts-Datei-Sexualstraftäter (Bayern)
Die Haft-Entlassenen-Auskunfts-Datei-Sexualstraftäter (HEADS) wurde am 1. Oktober 2006 beim Polizeipräsidium München eingerichtet. Die Datei soll den Informationsaustausch zwischen Justiz, Polizei und Maßregelvollzug bezüglich der Daten von aus der Haft entlassenen, und besonders rückfallgefährdeten Sexualstraftätern verbessern.
Die Erfassung beschränkte sich zunächst auf das Bundesland Bayern (Stand 2007). Die Datei ist nicht öffentlich zugänglich, sondern kann ausschließlich von der Polizei-Zentralstelle eingesehen werden.
Am 4. Januar 2008 gab die brandenburgische Justizministerin Beate Blechinger (CDU) die Einrichtung einer ähnlichen Datei im Land Brandenburg bekannt.

## Andere Bundesländer
Vergleichbare Informationssysteme zur Überwachung rückfallgefährdeter Sexualstraftäter existieren auch in anderen deutschen Bundesländern.